# Выборы губернатора Чукотского автономного округа (2018)
Выборы губернатора Чукотского автономного округа состоялись в Чукотском автономном округе 9 сентября 2018 года в единый день голосования.
На 1 января 2018 года суммарно в Чукотском АО насчитывалось 33 208 избирателей.

## Предыстория
В 2004 году по инициативе Президента России В. В. Путина избрание высших должностных лиц было изменено на назначение законодательными органами по представлению президента России. 16 октября 2005 года президент Путин представил кандидатуру Романа Абрамовича к повторному назначению на губернаторский пост и 21 октября Дума Чукотского автономного округа утвердила его в должности. За это проголосовали все 11 депутатов, присутствовавших на заседании.
Однако менее чем через три года, 3 июля 2008 года, Абрамович досрочно по собственному желанию сложил полномочия. Президент России Дмитрий Медведев назначил временно исполняющим обязанности губернатора Романа Копина, который с апреля 2008 года занимал должность заместителя губернатора. В течение июля он был наделён полномочиями губернатора по представлению Дмитрия Медведева. Срок полномочий составлял на 5 лет и истёк в июле 2013 года. К этому времени прямые выборы губернатора были возвращены, но был установлен муниципальный фильтр. На состоявшихся в сентябре 2013 года выборах победил действующий губернатор Роман Копин. При явке 64 % он набрал 79,8 % голосов избирателей.
В соответствии с законодательством Копин имеет право баллотироваться второй раз на третий губернаторский срок.

## Кандидаты
| Кандидат         | Деятельность/должность (на момент выдвижения)                                                                             | Субъект выдвижения  | Статус           | Дата выдвижения | Дата регистрации | Кандидаты в Совет Федерации |
| ---------------- | --- | ------------------- | ---------------- | --------------- | ---------------- | --------------------------- |
| Юлия Бутакова    | депутат Думы Чукотского автономного округа, председатель комиссии по Регламенту и депутатской деятельности                | ЛДПР                | зарегистрирована | 15 июня         | 31 июля          |                             |
| Владимир Гальцов | депутат Думы Чукотского автономного округа, заместитель председателя Комитета по законодательству и региональной политике | КПРФ                | зарегистрирован  | 15 июня         | 1 августа        |                             |
| Роман Копин      | губернатор Чукотского автономного округа                                                                                  | Единая Россия       | зарегистрирован  | 13 июня         | 1 августа        |                             |
| Елена Половодова | неработающий пенсионер | Справедливая Россия | зарегистрирована | 26 июня         | 1 августа        |                             |

## Социология
| Дата             | Источник   | Копин | Гальцов | Бутакова | Половодова | Воздержались |
| ---------------- | ---------- | ----- | ------- | -------- | ---------- | ------------ |
|                  |            |       |         |          |            |              |
| 9 — 14 июля 2018 | Чёрный Куб | 37 %  | 5%      | 5%       | 0,1%       | 53%          |

## Результаты
| Место                       | Место                       | Кандидат                    | Партия                      | Голосов | %       |
| --------------------------- | --------------------------- | --------------------------- | --------------------------- | ------- | ------- |
|                             | 1.                          | Роман Копин                 | Единая Россия               | 10 398  | 57,83 % |
|                             | 2.                          | Юлия Бутакова               | ЛДПР                        | 3319    | 18,46 % |
|                             | 3.                          | Владимир Гальцов            | КПРФ                        | 2200    | 12,24 % |
|                             | 4.                          | Елена Половодова            | Справедливая Россия         | 1292    | 7,19 %  |
| Действительных бюллетеней   | Действительных бюллетеней   | Действительных бюллетеней   | Действительных бюллетеней   | 17 209  | 95,71 % |
| Недействительных бюллетеней | Недействительных бюллетеней | Недействительных бюллетеней | Недействительных бюллетеней | 772     | 4,29 %  |
| Всего                       | Всего                       | Всего                       | Всего                       | 17 981  | 100 %   |
|                             |                             |                             |                             |         |         |
| Явка                        | Явка                        | Явка                        | Явка                        | 17 981  | 60,17 % |
| Общее число избирателей     | Общее число избирателей     | Общее число избирателей     | Общее число избирателей     | 29 885  |         |